# Pseudotephraea cinereus
Pseudotephraea cinereus är en skalbaggsart som beskrevs av Thierry Bourgoin 1921. Pseudotephraea cinereus ingår i släktet Pseudotephraea och familjen Cetoniidae. Inga underarter finns listade i Catalogue of Life.